# Habronyx albifrons
Habronyx albifrons là một loài tò vò trong họ Ichneumonidae.